# Alto Pelado (Perú)
Alto Pelado es una localidad peruana ubicada en el distrito de Chulucanas, perteneciente a la provincia de Morropón del departamento de Piura, al norte del Perú.

## Ubicación
Alto Pelado se ubica al oeste de la provincia de Morropón, en el distrito de Chulucanas, en el departamento de Piura.

## Demografía
En 2017 no se registró ningún habitante en Alto Pelado, a pesar de estar aparentemente habitado.